# Талды-Булак (Таласская область)
Талды-Булак (кирг. Талды-Булак) — село в Таласском районе Таласской области Кыргызстана. Административный центр Осмонкуловского аильного округа. Код СОАТЕ — 41707 232 847 01 0.

## Население
По данным переписи 2009 года, в селе проживало 2625 человек.

## Известные уроженцы
- Джанузаков, Торекул (1893—1921) — государственный и политический деятель Туркестана.
- Осмонкулов, Искендер (1907—1992) — Герой Социалистического Труда. Лауреат Государственной премии СССР.